# John Lintner
John Virgil Lintner, Jr. (9. Februar 1916 in Lone Elm, County Anderson, Kansas – 8. Juni 1983 in Cambridge in Massachusetts) war Professor an der Harvard Business School und zusammen mit Jan Mossin und weiteren einer der Begründer des 1965 veröffentlichten Capital Asset Pricing Models (CAPM), einem bedeutenden finanzwirtschaftlichen Modell.
Eine Zeit lang kam es zu Verwirrungen, da die verschiedenen Wirtschaftswissenschaftler, die unabhängig an diesem Modell arbeiteten, nicht bemerkten, dass sie im Wesentlichen alle dieselben Aussagen machten. Sie betrachteten das Problem, den Wert von Kapitalanlagen zu bestimmen, aus verschiedenen Blickwinkeln. William F. Sharpe beispielsweise hatte einen Ansatz der einzelne Investoren betrachtete, die Aktien auswählen sollten. Lintner andererseits betrachtete das Problem aus der Sicht von Unternehmen, die Aktien an der Börse emittieren wollten.
Bekannt wurde Lintner auch für einen Vortrag den er für die Financial Analysts Federation hielt. Dort präsentierte er erstmals was später als Lintner Paper bekannt wurde. Eigentlich trug es den Namen The Potential Role of Managed Commodity-Financial Futures Accounts (and/or Funds) in Portfolios of Stocks and Bonds.
Lintners Modell kombinierte eine volatile Anlageklasse, die von Terminhandelsberatern (CTA) gesteuerten Managed Futures, mit Aktien, einer anderen volatilen Anlageklasse und reduzierte so entsprechend der Portfoliotheorie die Volatilität des Gesamtportfolios und verbesserte dessen Rendite. Lintners Werk gilt als Meilenstein der diesen Teilbereich der Investitionstheorie deutlich voranbrachte.
Lintner erwarb 1939 einen Bachelor an der Universität in Kansas. In Harvard setzte er sein Studium fort und beeindruckte bald seine Fakultät. 1942 erhielt er ein Stipendium der Society of Fellows für drei Jahre. Außer selbstbestimmter Forschung waren mit dem Stipendium keine Pflichten verbunden.

## Privatleben
John Lintner wurde am 9. Februar 1916 geboren als Sohn von John Virgil und Pearl Lintner in Lone Elm im County Anderson in Kansas. Aus erster Ehe mit Sylvya Change hat er zwei Kinder, John Howland und Nancy Chance. Aus seiner zweiten Ehe mit Eleanor Hodges hat er einen Stiefsohn, Allan Hodges. Lintner starb an einem Herzinfarkt, während einer Autofahrt am 8. Juni 1983 in Cambridge in Massachusetts.

## Ausbildung
Lintner erwarb 1939 einen Bachelor und 1940 einen Master an der Universität von Kansas. 1942 erwarb er einen weiteren Master in Harvard und promovierte dort 1946 zum PhD.

## Beruflicher Werdegang
- 1939–40 – Instructor, Business Administration, University of Kansas, Lawrence
- 1941 – Member of Research Staff on fiscal policy, National Bureau of Economic Research, New York
- 1946–51 – Assistant Professor, Harvard University, Graduate School of Business Administration
- 1951–56 – Associate Professor, Harvard University, Graduate School of Business Administration
- 1956–64 – Professor of Business Administration, Harvard University
- 1964–83 – George Gund Professor of Economics and Business Administration, Harvard University
- 1950–83 – Mitglied im Board of trustees, Cambridge Savings Bank
- 1975–83 – Board of director, US & Foreign securities corp, Chase of Boston Mutual Funds
- Beratungstätigkeiten für Unternehmen und Regierung[4]

## Veröffentlichungen
- Effect of federal taxes on growing enterprises, J. Keith Butters and John Lintner, 1945, Division of Research, Graduate School of Business Administration, Harvard University
- Mutual Savings Banks in the Savings and Mortgage Markets, John Lintner, Jan 1, 1948, Harvard university
- Corporate profits in perspective (National Economic Problems), John Lintner, 1949, American Enterprise Assn.
- Effects of taxation: Corporate Mergers, J. Keith Butters, John Lintner, William Lucius Carey, 1952, Division of Research, Harvard University
- The Valuation of Risk Assets and the Selection of Risky Investments in Stock Portfolios and Capital Budgets, John Lintner, 1965, Review of Economics and Statistics. 47:1, pp. 13–37.
- Allowance of rates of return on public utility equities: The double leverage controversy, John Lintner, 1980, Working paper – Division of Research, Graduate School of Business Admin, Harvard University, HBS 80-32
- Allowance of rates of return on public utility equities: The theory of optimal rate of return regulation of utilities and the double leverage controversy, John Lintner, 1981, Harvard University
- The potential role of managed commodity financial futures accounts and or funds in portfolios of stocks and bonds, John Lintner, 1983, Working paper, Harvard University
- Some new perspectives on tests of CAPM and other capital asset pricing models and issues of market efficiency, John Lintner, 1981, Harvard Institute of Economic Research discussion paper